# 女王陛下のユリシーズ号
『女王陛下のユリシーズ号』（じょおうへいかのユリシーズごう、H.M.S. Ulysses）は、イギリスの作家アリステア・マクリーンが1955年に発表した海洋冒険小説。作者の処女作である。第二次世界大戦中、ソ連に援助物資を送る架空の輸送船団FR77とドイツ軍との死闘を、FR77の護衛部隊の旗艦である架空のイギリス海軍巡洋艦「ユリシーズ」を中心に描いた作品。
日本語版は、村上博基の訳で早川書房のハヤカワ・ノヴェルズ、その後ハヤカワ文庫NVから出版されている。
1970年に『週刊少年サンデー』で漫画化（全11回）された。構成を滝沢解、作画は野口太陽がつとめた。単行本化はされていない。

## あらすじ
1942年、イギリス北端スカパ・フロー泊地にあったイギリス海軍の巡洋艦「ユリシーズ」は、イギリスからソ連に援助物資を輸送する輸送船団「FR77」の護衛部隊旗艦の任務を命じられる。しかし、ユリシーズは既に20ヶ月続いた厳しい任務により艦も人も疲弊しきっており、そのために小反乱を起こした乗組員の一部が、取り締まりに来た憲兵とのあいだで双方に死傷者を出すという騒ぎまで起こしたところだった。しかし、司令部は小反乱の件を不問とする代わりに護衛任務を押しつけ、かくてユリシーズは休暇を与えられないまま、FR77の護衛のために一路ムルマンスクへと出港する。そこに待ち受けていたものは、大波浪、厳寒といった大自然の猛威と、巧妙きわまりない攻撃を繰り出してくるドイツ軍の潜水艦と爆撃機、そしていつ出撃してくるか分からないドイツの大戦艦ティルピッツに対する恐怖だった。

## 登場人物
ティンドル少将
艦隊司令官。短気な指揮官。年齢的にも能力の峠は越えている。
ヴァレリー大佐
ユリシーズ艦長。温厚だが不屈の意志をもって任務にあたる。病魔に冒されている。
ターナー中佐
ユリシーズ副長。病身の艦長を補佐して動き回る熱血漢。
ブルックス軍医中佐
病身の艦長の健康を気づかう。
キャリントン先任少佐
百戦錬磨のたたき上げ士官で、いついかなるときも落ち着きを失わない。
カーペンター大尉
ユリシーズ航海長。通称カポック・キッド。状況分析力に優れ、よくティンドルのお株を奪って怒らせる。
ニコルス軍医大尉
ブルックスの部下で戦争嫌いだが任務には忠実。カーペンターとは親友のあいだがら。
カースレイク中尉
いばりたがりの無能中尉。ラルストンを恨んでいる。
ラルストン上等水雷兵
母、兄弟をこの戦争でなくしているが冷静な若者。かつ有能。
ウィンスロック牧師
艦隊つきの牧師。
ライリー機関員
今回の出航前に数名の乗組員とともに激務に対する反乱を起こした。昔からワルだが傷ついた小動物をほっとけない。
イサートン砲術将校
小心な砲術士官。
ピータースン
ノルウェイ人の大男。その怪力でいろいろと危機を救う。
ダドソン機関長
マーシャル水雷長
ベントリー信号員
フォスター海兵隊長
スター中将
海軍軍令部次長。ユリシーズに今回の任務を命じた。艦隊勤務の経験はない。

## 巡洋艦ユリシーズ

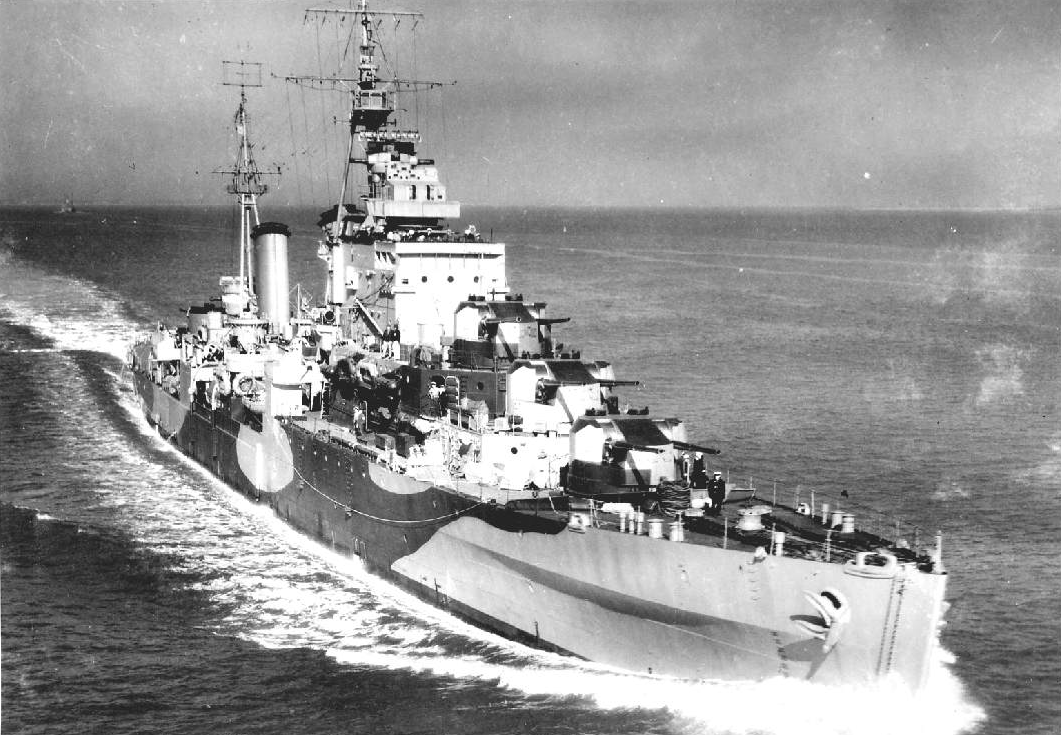
ユリシーズのモデルとなったダイドー級軽巡洋艦

本作に登場する「ユリシーズ」は、架空の軽巡洋艦である。ダイドー級軽巡洋艦とベローナ級軽巡洋艦の中間に位置する艦で、同型艦は存在しない。基本的な艦型はベローナ級に準じているが、速力はダイドー級・ベローナ級を上回っており、公試では39.2ノットの高速を発揮している。また、世界で最初にレーダーを完備した艦艇とされており、最大探知距離85マイルを誇るレーダーを三脚前檣と主檣上に装備している。
所属は本国艦隊で、本国艦隊の所属艦の中で唯一空母の指揮が可能な艦だったため、既に多くの船団護衛任務に参加し、戦果を挙げている。今までの戦闘では目立った損傷も無かった幸運艦であり、北極海用のダズル迷彩による幽霊船のような雰囲気も相まって、北極海を航行する商船乗組員たちには一種の伝説として語られている。
諸元
排水量：5,500トン
全長：510フィート（155.45m）
全幅：50フィート（15.24m）
機関：パーソンズ一段減速式タービン×4基 4軸推進
最大速力：33.5ノット（公式）、39.2ノット（公試）
武装：
5.25インチ（13.3cm）連装速射両用砲×4基
多連装ポンポン砲×3基
20mm連装対空機銃×2基
21インチ（53.3cm）三連装水上魚雷発射管×2基
爆雷×30個
また、ユリシーズ以外のFR77護衛部隊の構成艦艇は以下の13隻。ただし、悪天候による損傷やUボートによる雷撃などによって戦没あるいは戦闘不能になる艦が続出し、FR77と合流したのは旗艦ユリシーズ以下、スターリング、サイラス、ヴェクトラ、ヴァイキングの5隻のみであった。全て架空艦であり、ユリシーズも含め、いずれもスカパ・フローを母港とする。なお、解説は劇中の描写を元にしており、現実の同級艦とは異なる場合がある。
スターリング
既に旧式化したシアリーズ級軽巡洋艦。6インチ（15.2cm）単装砲5基を装備。ユリシーズが戦闘不能に陥った際には指揮を代行する任務を持つ。
ディフェンダー
インヴェイダー
レスラー
ブルー・レインジャー
四隻共にレンドリース法によってアメリカから供与された護衛空母。速力18ノットで、約30機の戦闘機を艦載する。レスラーのみ2軸推進で、他の3隻は単軸推進。艦級はアタッカー級護衛空母と思われるが、同級に2軸艦は存在しない。
サイラス
S級駆逐艦。主に艦隊外周部の警戒を担当しており、FR77の中でも有力な戦力として描かれている。
ヴェクトラ
ヴァイキング
ヴェクトラはV級駆逐艦、ヴァイキングはW級駆逐艦の改型。速力と火力は低いが、耐久性は高いとされる。
バリオール
ハント級駆逐艦。小型艦であり、本来ならば北極海での運用には適していない。
ポートパトリック
アメリカから供与された駆逐艦で、第一次世界大戦時に建造された旧式艦。タウン級駆逐艦と思われる。復元性が不足しており、いつ沈没するのかが他艦の乗組員の注目の的となっている。
ネイアン
リバー級フリゲート。排水量は1,500t。
ガネット
旧式のキングフィッシャー級スループ（劇中ではコルベットとされている）。ビスケットのような不格好な外見を持ち、「ハントリー・アンド・パーマー」（英国のビスケット会社）というあだ名を持つ。
イーガー
艦隊随伴型の掃海艇。艦級は不明。

## 訳題について
原題にある「H.M.S.」とはHis Majesty's Ship あるいはHer Majesty's Ship の略であり、直訳すれば「国王陛下の船」あるいは「女王陛下の船」となる。これはイギリス海軍所属の船舶であることを意味する艦船接頭辞で、語頭の代名詞は在世の君主の性に従う。イギリスは第二次世界大戦の全期間、国王ジョージ6世の治世であり、正確には『国王陛下のユリシーズ号』と題されるべきであった。しかし翻訳自体の評価は高く、改題の機会もないまま、現行の題名がすっかり定着している。

## 評価
日本でも評価の高い作品であり、早川書房の『ミステリマガジン』1992年5月号誌上で行われたアンケートを基に、1992年（平成4年）10月に発行された書籍『冒険・スパイ小説ハンドブック』で発表された人気投票の集計結果では、本作が海洋冒険小説部門、および総合ベスト100における第1位の人気を獲得している。